# Madame Luna
Madame Luna ist ein Flüchtlingsfilmdrama von Daniél Espinosa. Der schwedische Thriller mit Meninet Abraha in der Titelrolle als Flüchtlingsmädchen aus Eritrea mit Verbindungen zur italienischen Mafia, das zu einer der größten Flüchtlingsschmugglerinnen Libyens wird, basiert auf wahren Begebenheiten und feierte im Januar 2024 beim Internationalen Filmfestival Rotterdam seine Premiere.

## Handlung
Almaz hat auf die harte Tour gelernt, wie man in einer rauen modernen Welt überlebt. Erst wurde sie von der eritreischen Armee versklavt, machte sich dann aber gemeinsam mit einer Gruppe von Hunderten Flüchtlingen auf den Weg nach Italien. Noch immer ein Teenager lebt sie nun in Libyen und hat sich unter dem Namen Madame Luna einen Ruf als Menschenhändlerin erworben. Als 1.200 Menschen bei einer Schleuseraktion sterben, die von ihr mitgeplant wurde, wird Almaz gesucht.

## Produktion
„Der Begriff des 'edlen Menschen' ist ein bürgerlicher Begriff. Nur Menschen aus der Mittel- und Oberschicht können es sich leisten, gut zu sein.“

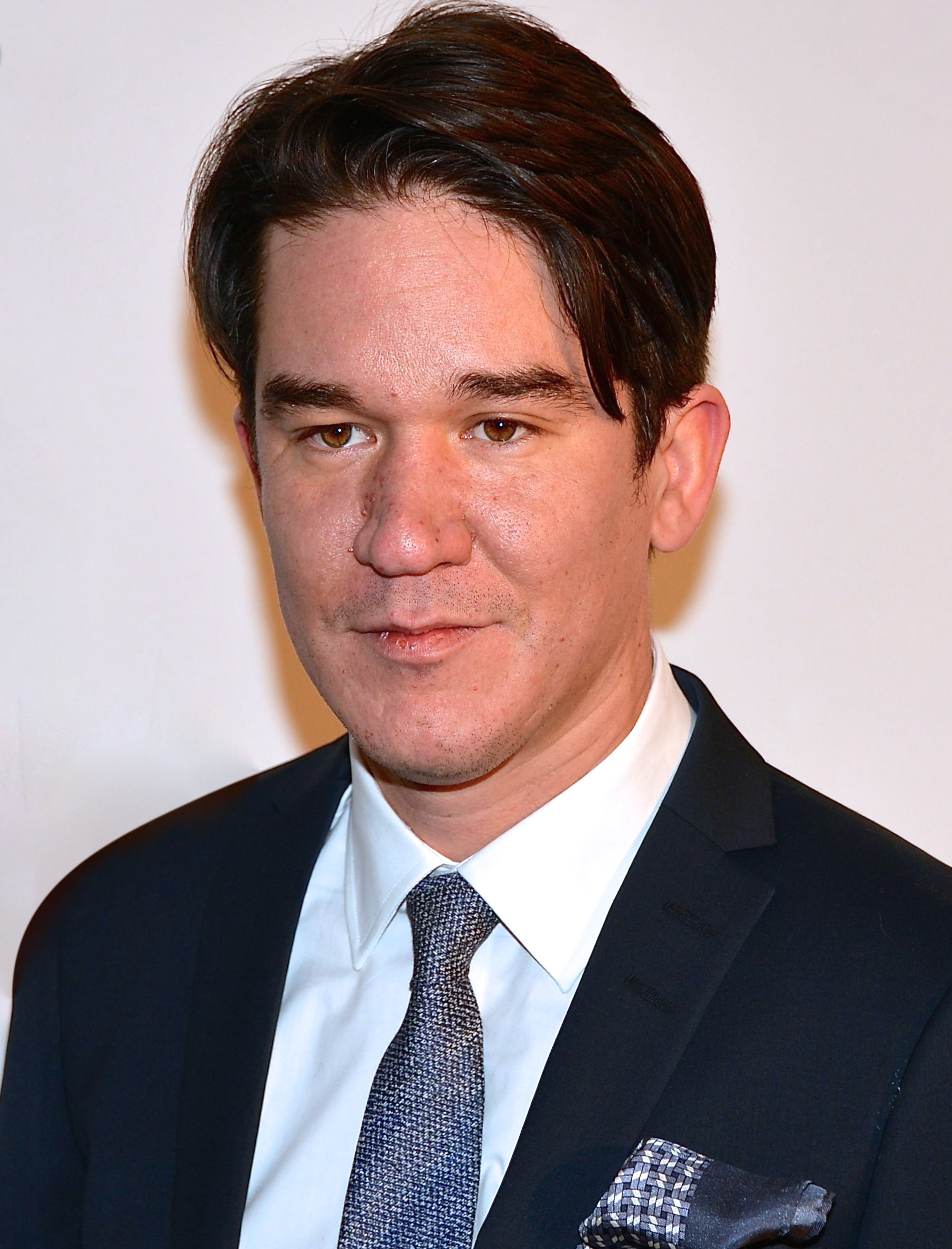
Regisseur Daniél Espinosa

Der Film ist von realen Begebenheiten inspiriert. Regie führte Daniél Espinosa. Der schwedische Regisseur chilenischer Herkunft schrieb gemeinsam mit Suha Arraf und Maurizio Braucci auch das Drehbuch. Braucci ist für seine Arbeit für Filme wie Gomorrha und Martin Eden bekannt, die palästinensische Schriftstellerin Arraf für das Drehbuch zu Lemon Tree.
Produzent David Herdies entwickelte die Idee für den Film gemeinsam mit dem Dokumentarfilmer Binyam Berhane und holte später Espinosa als Regisseur an Bord.
Meninet Abraha spielt in der Titelrolle das Flüchtlingsmädchen Almaz, das als Madame Luna zur Menschenschmugglerin wird. Es handelt sich um ihr Debüt als Filmschauspielerin. In weiteren Rollen sind Claudia Potenza, Emanuele Vicorito, Hilyam Weldemichael und Pino Torcasio zu sehen.
Die Dreharbeiten fanden im Sommer 2023 statt. Als Kameramann fungierte Juan Sarmiento G.
Die Filmmusik komponierte der Schwede Jon Ekstrand, mit dem Espinosa bereits für seinen Horrorfilm Morbius zusammenarbeitete.
Die Weltpremiere des Films fand am 28. Januar 2024 beim Internationalen Filmfestival Rotterdam statt. Anfang Februar 2024 wurde er beim Göteborg Film Festival erstmals in Schweden gezeigt. Im August 2024 wird er beim Norwegischen Filmfestival in Haugesund gezeigt. Den internationalen Vertrieb hat Wild Bunch International übernommen.

## Auszeichnungen
Göteborg Film Festival 2024
- Nominierung im Nordic Competition
- Auszeichnung für die Beste Kamera (Juan Sarmiento G.)[6][8]